# Nathan Redmond
Nathan Daniel Jerome Redmond (Birmingham, Inglaterra, 6 de marzo de 1994) es un futbolista británico que juega en la posición de centrocampista y se encuentra sin equipo tras abandonar el Burnley F. C.

## Trayectoria

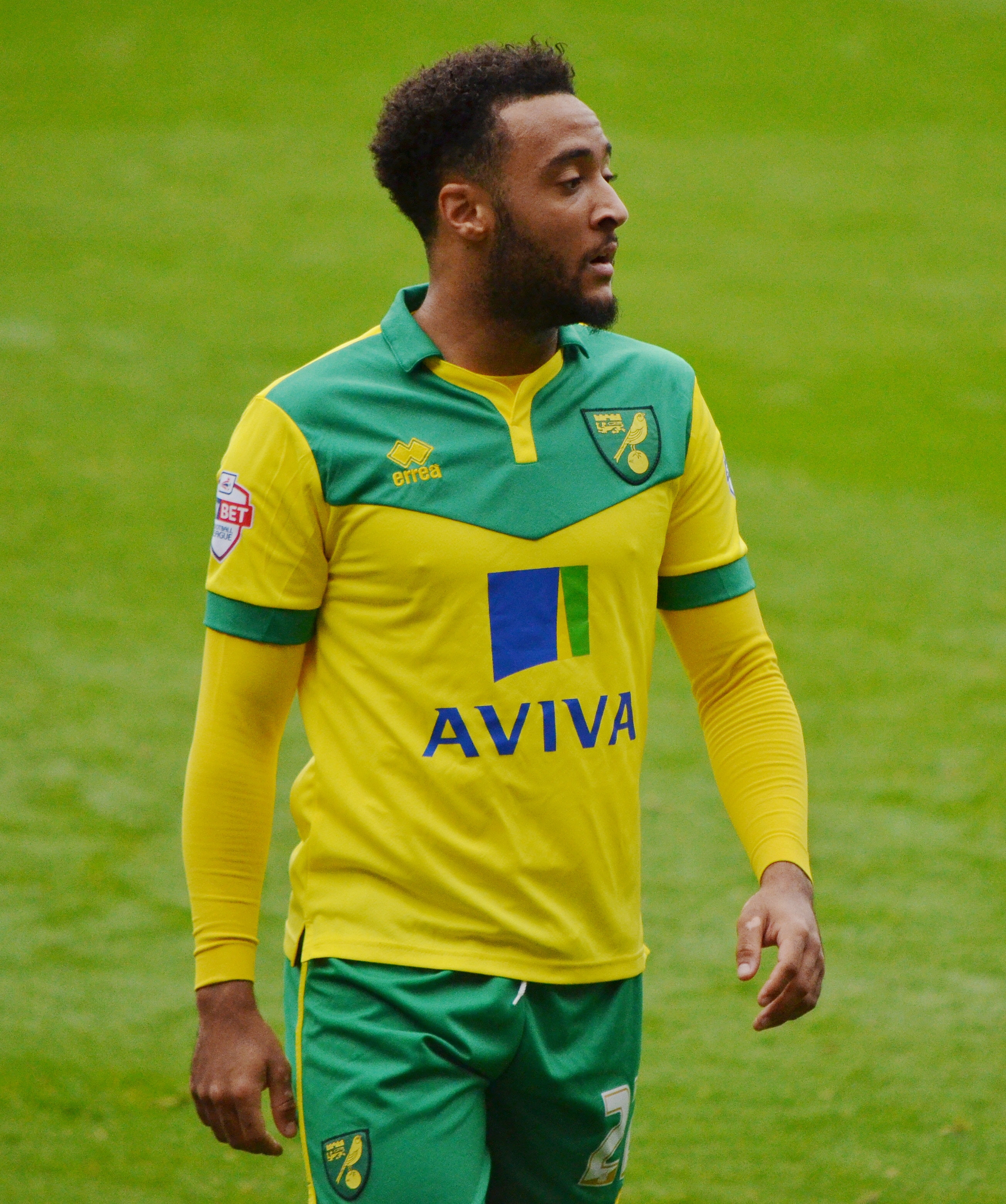
Nathan Redmond, Norwich City

### Temporada 2015-16
Redmond marcó dos goles en las primeras dos fechas de la Premier League, ante Crystal Palace y Sunderland.

### Temporada 2016-17
El día 26 de febrero de 2017 consiguió el subcampeonato en la Copa de la Liga Inglesa con el Southampton Football Club jugando contra Manchester United Football Club el resultado del partido fue 3-2 a favor del Manchester United.

## Estadísticas

### Clubes
Actualizado el 26 de abril de 2025.
| Club                             | Div.          | Temporada     | Liga  | Liga  | Copas nacionales | Copas nacionales | Copas internacionales * | Copas internacionales * | Total | Total |
| Club                             | Div.          | Temporada     | Part. | Goles | Part.            | Goles            | Part.                   | Goles                   | Part. | Goles |
| -------------------------------- | ------------- | ------------- | ----- | ----- | ---------------- | ---------------- | ----------------------- | ----------------------- | ----- | ----- |
| Birmingham City F. C. Inglaterra | 1.ª           | 2010-11       | 0     | 0     | 3                | 0                | ―                       | ―                       | 3     | 0     |
| Birmingham City F. C. Inglaterra | 2.ª           | 2011-12       | 26    | 5     | 6                | 1                | 5                       | 1                       | 37    | 7     |
| Birmingham City F. C. Inglaterra | 2.ª           | 2012-13       | 38    | 2     | 4                | 0                | ―                       | ―                       | 42    | 2     |
| Birmingham City F. C. Inglaterra | Total club    | Total club    | 64    | 7     | 13               | 1                | 5                       | 1                       | 82    | 9     |
| Norwich City F. C. Inglaterra    | 1.ª           | 2013-14       | 34    | 1     | 5                | 0                | ―                       | ―                       | 39    | 1     |
| Norwich City F. C. Inglaterra    | 2.ª           | 2014-15       | 46    | 6     | 1                | 0                | ―                       | ―                       | 47    | 6     |
| Norwich City F. C. Inglaterra    | 1.ª           | 2015-16       | 35    | 6     | 2                | 0                | ―                       | ―                       | 37    | 6     |
| Norwich City F. C. Inglaterra    | Total club    | Total club    | 115   | 13    | 8                | 0                | 0                       | 0                       | 123   | 13    |
| Southampton F. C. Inglaterra     | 1.ª           | 2016-17       | 37    | 7     | 8                | 1                | 5                       | 0                       | 50    | 8     |
| Southampton F. C. Inglaterra     | 1.ª           | 2017-18       | 31    | 1     | 5                | 0                | ―                       | ―                       | 36    | 1     |
| Southampton F. C. Inglaterra     | 1.ª           | 2018-19       | 38    | 6     | 5                | 3                | ―                       | ―                       | 43    | 9     |
| Southampton F. C. Inglaterra     | 1.ª           | 2019-20       | 32    | 4     | 5                | 1                | ―                       | ―                       | 37    | 5     |
| Southampton F. C. Inglaterra     | 1.ª           | 2020-21       | 29    | 2     | 4                | 2                | ―                       | ―                       | 33    | 4     |
| Southampton F. C. Inglaterra     | 1.ª           | 2021-22       | 27    | 1     | 5                | 2                | ―                       | ―                       | 32    | 3     |
| Southampton F. C. Inglaterra     | 1.ª           | 2022-23       | 1     | 0     | 0                | 0                | ―                       | ―                       | 1     | 0     |
| Southampton F. C. Inglaterra     | Total club    | Total club    | 195   | 21    | 32               | 9                | 5                       | 0                       | 232   | 30    |
| Beşiktaş J. K. Turquía           | 1.ª           | 2022-23       | 25    | 5     | 3                | 1                | ―                       | ―                       | 28    | 6     |
| Beşiktaş J. K. Turquía           | Total club    | Total club    | 25    | 5     | 3                | 1                | 0                       | 0                       | 28    | 6     |
| Burnley F. C. Inglaterra         | 1.ª           | 2023-24       | 12    | 0     | 3                | 0                | ―                       | ―                       | 15    | 0     |
| Burnley F. C. Inglaterra         | 2.ª           | 2024-25       | 2     | 0     | 1                | 0                | ―                       | ―                       | 3     | 0     |
| Burnley F. C. Inglaterra         | Total club    | Total club    | 14    | 0     | 4                | 0                | 0                       | 0                       | 18    | 0     |
| Total carrera                    | Total carrera | Total carrera | 413   | 46    | 60               | 11               | 10                      | 1                       | 483   | 58    |

- (*) Liga Europa de la UEFA.